# Pariziencele (film din 1962)
Pariziencele (titlul original: în franceză Les Parisiennes) este un film de comedie franco-italian, realizat în 1962 de regizorii Marc Allégret, Claude Barma, Michel Boisrond și Jacques Poitrenaud, protagoniști fiind actorii Catherine Deneuve, Dany Robin, Françoise Arnoul și Dany Saval.

## Rezumat
Acest film sketch este format din patru povești diferite.
- Sophie - Sophie (Catherine Deneuve) este o liceană dulce care face ca prietenii să creadă că nu mai este virgină și că are un iubit. Seara, neîncrezători, prietenii ei o urmăresc discret. Sophie tocmai merge acasă la cea mai bună prietenă a ei. Dar, pentru a se întoarce acasă, face niște ocolișuri și întâmplător dă peste un tânăr chitarist sărac (Johnny Hallyday) care în curând îi va cânta „Retiens la nuit” (reține noaptea). Și astfel, aceasta este începutul primei sale povești de dragoste. A doua zi, când prietenii ei au fost în sfârșit convinși, îi va minți din nou, dar de data aceasta, de contrariu...

- Françoise - O pariziană elegantă și plină de sine (Françoise Brion) își întâmpină prietena în vizită (Françoise Arnoul) cu viața ei amoroasă tumultoasă. Ea își afirmă inteligența prin alegerea vechiului ei iubit (Paul Guers). În plus, este sigură de fidelitatea acestui playboy. Dar acest lucru îl enervează pe prietenul ei la fel de mult pe cât îl seduce ea...

- Antonia - Antonia (Dany Robin) își iubește în continuare soțul (Jean Poiret). În clubul de golf pe care el îl frecventează de obicei, îl întâlnește pe iubitul  Antoniei Christian Lénier (Christian Marquand) când aceasta avea 20 de ani. Dar Antonia află că Lénier și-a denigrat temperamentul în pat și pentru a se convinge, se culcă cu el. Neputând-o convinge de o nouă întîlnire, Lénier demoralizat, îi oferă la golf o mare victorie soțului Antoniei.

- Ella - O cântăreață amuzantă (Dany Saval) dintr-un grup rock (Les Chaussettes Noires, cu Eddy Mitchell) întâlnește un bâlbâit stângaci (Darry Cowl). Fără să-i cunoască adevărata identitate, ea îl duce la clubul ei și îl trece drept un văr. El este de fapt un mogul de la Hollywood...

| - Regia: Marc Allégret - Scenariu: Marc Allégret, Francis Cosne, Roger Vadim - Dir. de imagine: Armand Thirard - Regia: Michel Boisrond - Scenariu: Michel Boisrond, Francis Cosne, Annette Wademant - Dir. de imagine: Henri Alekan | - Regia: Claude Barma - Scenariu: Jacques Armand, Claude Barma, Claude Brulé - Dir. de imagine: Armand Thirard - Regia: Jacques Poitrenaud - Scenariu: Jean-Loup Dabadie - Dir. de imagine: Henri Alekan |

## Distribuție
| - Catherine Deneuve – Sophie - Johnny Hallyday – Jean Allard - Elina Labourdette – Jacqueline - Gillian Hills – Theodora - Gisèle Sandré – Suzanne - Berthe Granval – Suzanne - France Anglade – o colegă - Danièle Évenou – o colegă - Paloma Matta – o colegă - José Luis de Vilallonga – Louis - Yves Barsacq – voiajorul din tren - Henri Attal – un pasager din autobuz - Dominique Zardi – un pasager din autobuz - Dany Robin – Antonia - Christian Marquand – Christian Lénier - Jean Poiret – Jean-Pierre Leroy - Bernard Lavalette – Richard - Mick Besson – jucătorul de golf - André Gaillard – recepționerul din hotel | - Françoise Arnoul – Françoise - Françoise Brion – Jacqueline - Paul Guers – Michel - François Patrice – play-boy-ul - Lucien Desagneaux – voiajorul la Orly - Darry Cowl – Hubert Parker - Dany Saval – Ella - Françoise Giret – Juliette - Anne-Marie Bellini – o amică a Ellei - Ellen Bahl – o amică a Ellei - Laure Paillette – o damă la cafenea - Olga Georges-Picot – secretara - Henri Tisot – Éric - Jack Ary – Pidoux - Serge Marquand – taximetristul - Donald O'Brien – un turist american - Marius Gaidon – controlorul de bilete - Jacques Champreux – prietena Elei - Jacques Santi – prietena Elei - Colin Drake – un angajat al Parker - Les Chaussettes Noires – formația Les Chaussettes Noires - Eddy Mitchell – Eddy Mitchell |

## Melodii din film
- Sam'di soir interpretată de Johnny Hallyday

- C’est Bien Mieux Comme Ça, muzica de  G. Garvarentz, text de Charles Aznavour, interpretată de Dany Saval